# Det lustiga kriget
Det lustiga kriget (Der lustige Krieg) är en operett i tre akter med musik av Johann Strauss den yngre. Uruppförd den 25 november 1881 på Theater an der Wien. Librettot var skrivet av Friedrich Zell (pseudonym för Camillo Walzel) och Richard Genée.

## Historia
Under hela år 1881 roade sig Wiens journalister med att rapportera om de olika musikprojekt som Johann Strauss påstods arbeta med. Långt ifrån alla fullbordades dock: i april sades han ha lovat skriva en balett till Wiener Hofoper och i mars lär han ha påbörjat komponera en operett till ett franskt libretto av den belgiske lustspelsförfattaren Alfred Hennequin. Den 16 februari 1881 kunde emellertid Fremden-Blatt konstatera att den framgångsrika "librettofirman" F. Zell (alias för Camillo Walzel) och Richard Genée hade skrivit ett utkast till Strauss. I själva verket hade Strauss börjat arbeta på Zells och Genées senaste alster omedelbart efter den 150:e föreställningen av Läderlappen på Theater an der Wien den 8 februari 1881 (en föreställning som dirigenten och kompositören Hans von Bülow hade bevistat som Strauss hedersgäst).
Fremden-Blatt kunde den 2 juli 1881 rapportera att Strauss gjorde snabba framsteg med den nya operetten, vars titeln avslöjades i maj såsom Der lustige Krieg (Det lustiga kriget). Vid en samling den 30 juni 1881 på Strauss sommarställe i Schönau-bei-Leobersdorf hade Strauss bjudit in teaterdirektören för Theater an der Wien, Franz Steiner, tillsammans med de två librettisterna. Zell skickade runt det kompletta librettot medan Strauss förvånade sina gäster med att meddelat att han allra redan hade komponerat två akter av operetten. Det bestämdes att Det lustiga kriget skulle presenteras som teaterns huvudattraktion följande säsong, troligen omkring december 1881. Endast en månad senare kunde Fremden-Blatt meddela att arbetet med operetten hade avancerat så smidigt att den förmodligen skulle framföras redan under november 1881.
Repetitionerna av operetten började den 31 oktober och premiären ägde rum den 25 november 1881 på Theater an der Wien och blev en stor succé. Då texten var ganska osammanhängande var det endast Strauss musik som kunde rädda operetten. Ensemblen fick också många lovord; Therese von Braunecker-Schäfer (som Artemisia), Caroline Finaly (Violetta), Alexander Girardi (Filippo Sebastiani), Ferdinand Schütz (Umberto Spinola) och Felix Schweighofer (Balthasar Groot). Strauss vän och tonsättarkollega Johannes Brahms, som bevittnade generalrepetitionen den 24 november, berättade entusiastiskt för kompositören Richard Heuberger om "allehanda fint material" som kunde höras i verket, men han kunde konstigt nog inte upptäcka en enda "hit" i partituret. Musikkritikern i Fremden-Blatt (26 november 1881) hade dock inga sådana förbehåll, utan skrev en artikel bombarderad med krigstermer: 
""Kriget [= Der Krieg] till vilken Johann Strauss har bistått med den lustiga [= lustige] musik slutade med en fullständig seger, och en komplett triumf för den firade, populäre maestron från Wien. Denna gång hade kompositören valt ut de skarpaste vapnen från sin arsenal av påhitt och påfund, och han har skickat en legion av charmerande melodier i strid, vilka totalt har fångat publiken i hans garn. Publiken å sin sida hedrades med en segertrofé till minne av den superba musik som denna säsong kommer dominera konsert- och balsalarna, militärorkestrarnas program, och som kommer spelas och sjungas i alla tänkbara arrangemang varhelst ett piano är tillgängligt... Operetten mottogs entusiastiskt. Johann Strauss hälsades med en långvarig applåd, vilken upprepades under ouvertyren, då den första valsen hördes, och efter den."
Verkets mest kända melodi var valsen Nur für Natur hegte sie Sympathie. Denna melodi skrevs omedelbart före premiären, långt efter det att musiken i övrigt var färdig. Sångaren Alexander Girardi, som hade en av huvudrollerna, påstod nämligen att operetten saknade ett slagnummer och efter viss tvekan komponerade Strauss valsen som blev operettens stora nummer. Vid premiären blev Naturvalsen kvällens stora succé och Girardi måste sjunga den tre gånger. Det lustiga kriget fick den snabbaste utbredningen av alla Straussoperetter. Fram till den 15 maj 1904 hade den spelats 146 gånger på Theater an der Wien.
I vanliga fall brukade Strauss utvinna en vals, en mazurka, en kadrilj, en polka-française, en schnellpolka och ibland en marsch ur sina operetter. Ur Det lustiga kriget lyckades Strauss arrangera inte mindre än en kadrilj, två valser, två fransäser, två marscher, två mazurkor samt en snabb polka. En av valserna, Kuß-Walzer (op. 400), tillägnade Strauss sin hustru Angelica.
I Stockholm sattes operetten upp på Nya teatern den 11 april 1882 och spelades 51 gånger fram till den 6 oktober 1883.

## Personer
| Roller                                       | Stämma      |
| -------------------------------------------- | ----------- |
| Grevinnan Violetta Lomelli, änka             | sopran      |
| Överste Umberto Spinola                      | tenor       |
| Sebastiano                                   | buffotenor  |
| Balthasar Groot, tulpanodlare från Amsterdam | tenor       |
| Else Groot, hans hustru                      | subrett     |
| Artemisia                                    | mezzosopran |
| Pamfilio                                     | baryton     |
| Carlo Spinzi                                 | bas         |
| Fortunato Franchetti                         | baryton     |
| Riccardo Durazzi                             | baryton     |

## Handling
Akt I
Två småstater, Genua och Massa Cararra, har kommit i luven på varandra. Härskarna i vardera land träter om en åtråvärd artist. Den genuesiska armén har därför belägrat staden Massa, som helt styrs av kvinnor. I sin trängda belägenhet beslutar sig stadens kommendant, Violetta Lomelli, att antaga ett anbud om giftermål med en hertig av Limburg, för att på så vis kunna påräkna militärt stöd från denna tredje småstat. Vigseln skall äga rum i det neutrala slottet Malaspina, dit Violetta försöker att ta sig utklädd till bondflicka. Men befälhavaren för Genuas armé, Umberto Spinola, känner till planerna eftersom hans mannar har tillfångatagit Violettas brevkurir på väg till den tilltänkte maken. När Violetta försöker passera grips hon och förs till Umbertos fältläger. Umberto blir genast kär i den vackra kvinnan och det faktum att hon aldrig sett sin blivande gemål leder till en delikat intrig: man förfalskar ett brev från Limburg där Violetta uppmanas att på grund av att hertigen insjuknat genomförs vigseln med hjälp av ett substitut - den man som överräcker brevet. Umberto erbjuder sig att utgöra detta substitut: han har ju dessutom överräckt brevet. En fältpräst ställs till förfogande och vigseln äger rum i Umbertos fältläger. 
Akt II
Umberto och hans män eskorterar Violetta till slottet Malaspina, där Umberto tvingar en tillfångatagen tulpanodlare från Holland att utge sig för att vara hertigen av Limburg. Då händer det oväntade: Violettas kusin, Sebastiano, en dumdryg herre, har med en mindre styrka tagit sig till Malaspina, där den lyckas övermanna Umberto och dennes eskort. Innan man avtågar mot Massa igen hålls en bal på slottet.
Akt III
Violetta och maken, dvs tulpanodlaren, mottager massornas jubel. Först då tager Umberto till orda och förklarar hur grundlurad Violetta blivit vid sitt giftermål. Han hävdar att hon i själva verket, eftersom brevet om substitut var en förfalskning, är lagligen gift med Umberto. Violetta känner sig lättad eftersom tulpanodlaren har blivit en besvikelse för hennes del. Hon överlämnar sig därför, tillsammans med stadens nycklar, i Umbertos händer. Vindbryggan halas och in marscherar Genuas armé, men nu för att i all vänskap hylla brudparet.

## Musiken
- Ouvertyr
- Nr. 1 Introduktion: Kein Kampf kein Sieg (Kör)
- Nr. 2 Couplet: Noch kam man ohne Blutvergießen (Umberto)
- Nr. 2½ Ein Blitz, ein Knall ein kleiner Schreck (Umberto)
- Nr. 2¾ Mit meinen Feinden (Sebastiano)
- Nr. 3 Ensemble och Lied: Herr General, Herr General! Wo ist der General…Wir machten zusammen aus Holland die Reise...Ich armer Balthasar (Alla)
- Nr. 4 Lied: Umsonst ich kann nicht fort ….Für dieses Kriegszuges Wohl (Violetta)
- Nr. 5 Duett: Es ist ganz unmöglich Bitte! Bitte! - Ach, ich glaub nicht daran und ich seh' es ihm an (Violetta, Umberto)
- Nr. 6 Kvintett: Kommen und gehn, ohne zu sehn (Violetta, Sebastiano, Umberto, Franchetti, Spinzi)
- Nr. 6½ Kort orkestermellanspel (Orkester) endast 45 takter
- Nr. 7 Final I: Das Signal ruft zum Streit … Wenn er es liest, so sind verloren wir – Ja, eilen wir geschwind (Alla)
- Nr. 8 Introduktion (till akt II): Die Fürstin lud zum Kaffee (kör)….Kommandiert, instruiert hab ich manche Kompagnie
- Nr. 8½ Lied: Den Feind den möchte ich sehn, der da kann widerstehen (Artemisia, kör)
- Nr. 9 Lied: Durch Wald und Feld bin ich geirrt – Wenn man muss einsam Bangen (Else)
- Nr. 10 Ensemble – Lied- Kör: Heil, Heil, der Gräfin (Alla)….Es war ein lustig Abenteuer (Violetta)
- Nr. 10½ Kort mellanspel (25 takter) (Orkester)
- Nr. 11 Walzerlied (Couplet): Nur für Natur (Sebastiano)
- Nr. 12 Ensemble och holländsk Lied: Den fern man wähnte, traf ein schon heut! - Me Frouwn ick wensch u gooden dag (Alla)
- Nr. 13 Duett: Schöne Geschichten muss ich erleben – Was ist an einem Kuss gelegen (Else, Balthasar)
- Nr. 14 Final II: Schon dunkelt rings die Nacht – Ja es ist und bleibt ein lust'ger Krieg (Alla)
- Nr. 15 Mellanspel (till akt III) (Orkester)
- Nr. 16 Kör och Schlüssel-Couplet: Die Kommandantin kam
- Nr. 17 Duett: Zwei Monat sind es schon – Silberhelles Kinderlachen (Else, Balthasar)
- Nr. 18 Terzett: Mein ist das Kommando – Süße Friedensglocken – Himmelsmelodie (Alla)
- Nr. 19 Schlussgesang: Mag um Ruhm und Ehr keinen neiden

Under många år hade familjen Strauss gjort reklam för olika kompositörers operor och operetter genom att sammanställa egna orkesterverk med teman från verken. I och med Indigo und die 40 Räuber påbörjade Johann Strauss ett liknande tillvägagångssätt men denna gång med sina egna operetter. Utifrån musiken till Det lustiga kriget sammanställde han sammanlagt tio separata orkesterverk:
- Der lustige Krieg, Marsch, Opus 397
- Frisch ins Feld, Marsch, Opus 398
- Was sich liebt, neckt sich, Polka-française, Opus 399
- Kuß-Walzer, Vals, Opus 400
- Der Klügere gibt nach, Polkamazurka, Opus 401
- Der lustige Krieg, Kadrilj, Opus 402
- Entweder - oder, Polka-Schnell, Opus 403
- Violetta, Polka-francaise, Opus 404
- Nord und Süd, Polkamazurka, Opus 405
- Italienischer Walzer, Vals, Opus 407